# 사암집목판각
사암집목판각(思庵集木版刻)은 광주광역시 광산구 소촌동에 있는, 조선 중기의 문신인 사암 박순(朴淳,1523-1589)의 문집을 목판본으로 새긴 것이다. 1990년 11월 15일 광주광역시의 유형문화재 제17호로 지정되었다.

## 개요
이 책은 조선 중기의 문신인 사암 박순(朴淳,1523-1589)의 문집을 목판본으로 새긴 것으로, 인조 26년(1648)에 박순의 자손들에 의하여 7권 3책으로 편집, 간행되었다. 그 후 철종 8년(1857) 다시 중간본이 발행되었다.
박순은 문신이자 학자로서, 명종 8년(1553) 문과에 장원급제하여 예문관 전적을 시작으로 영의정을 거쳐 선조 20년(1587)까지 35년간 조정에서 일하였다.
이 책의 권1∼3에는 시 583수, 권4에 계(啓) 2편, 서 2편, 잡서 4편, 비명 7편이고, 권5∼7은 부록으로 행장, 축문, 제문, 신도비명, 상소글, 시 등이 수록되어 있다. 크기는 가로 35cm, 세로 22cm이며, 모두 180매이다.
이 문화재는 35년간 조정에 있던 박순의 경륜을 정리한 것으로 사료적 가치가 크다고 평가된다.

## 참고 자료
- 사암집목판각 - 국가유산청 국가유산포털